# Andreas Peter Stobæus

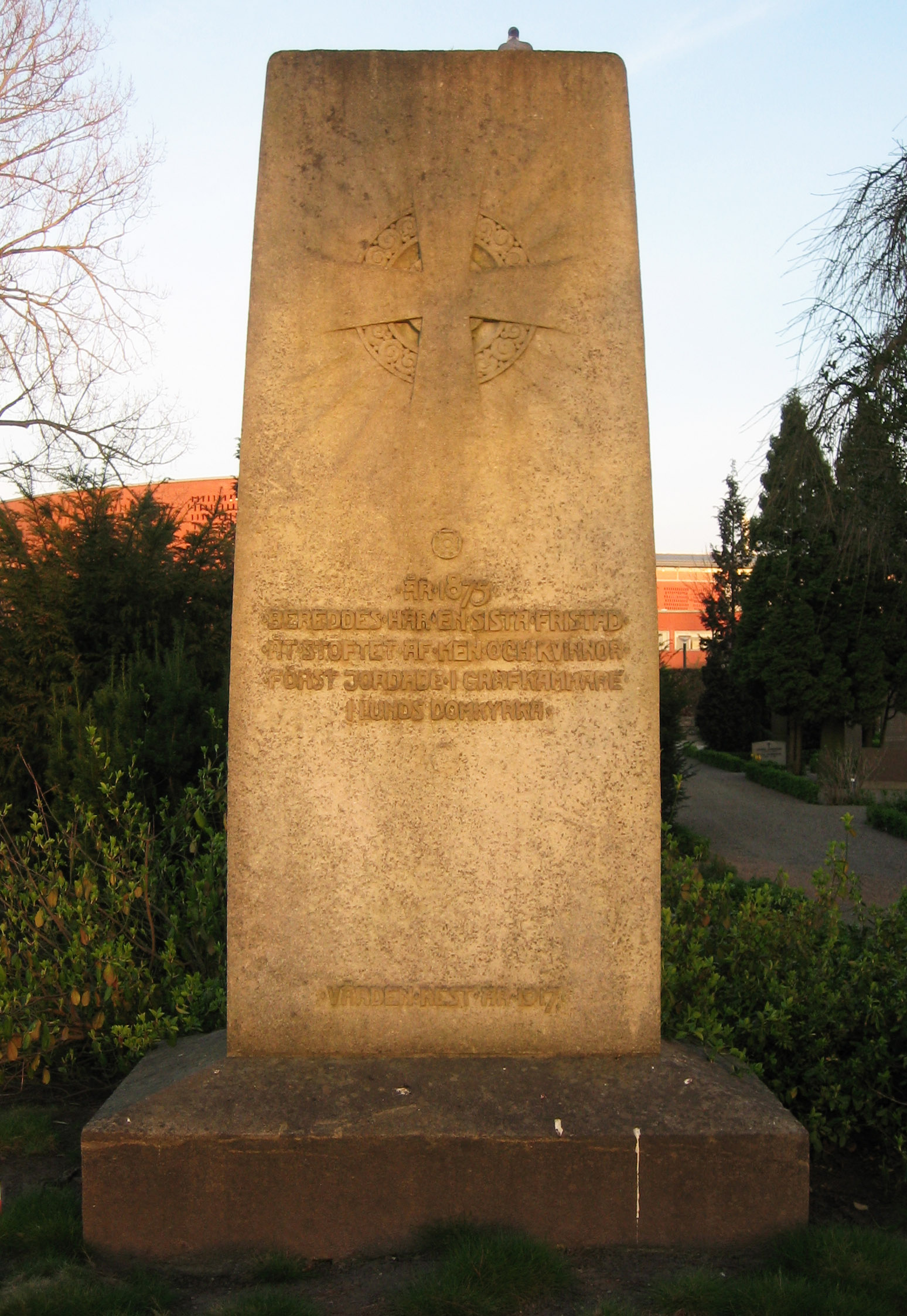
Stobæus stoft ligger sedan 1875 i denna massgrav på Norra kyrkogården i Lund.

Andreas Peter Stobæus, född 1732, död 1799, var en svensk klassisk filolog. Han var son till Nils Stobæus.
Andreas Peter Stobæus innehade från 1771 den professur i vältalighet och poesi vid Lunds universitet, som fadern och farfadern haft.
Stobæus gravsattes i Lunds domkyrka, men stoftes flyttades 1875 till Norra kyrkogården i Lund.